# Argentometrie
Argentometria este, în chimia analitică cantitativă, o metodă specifică de titrimetrie în care sunt utilizați ionii de argint (I). De cele mai multe ori, argentometria are ca aplicație determinarea cantității de ion clorură prezenți într-un analit (probă). Proba dizolvată este titrată cu soluția titrantă, care în argentometrie este soluția de azotat de argint cu titru cunoscut. Ionii clorură reacționează cu ionii de argint (I) cu obținerea unui precipitat de clorură de argint:
Ag+ (aq) + Cl− (aq) → AgCl (s) (K = 5,88 × 109)

## Metode
Argentometria poate fi realizată prin 3 metode: Volhard, Mohr sau Fajans.

### Metoda Volhard

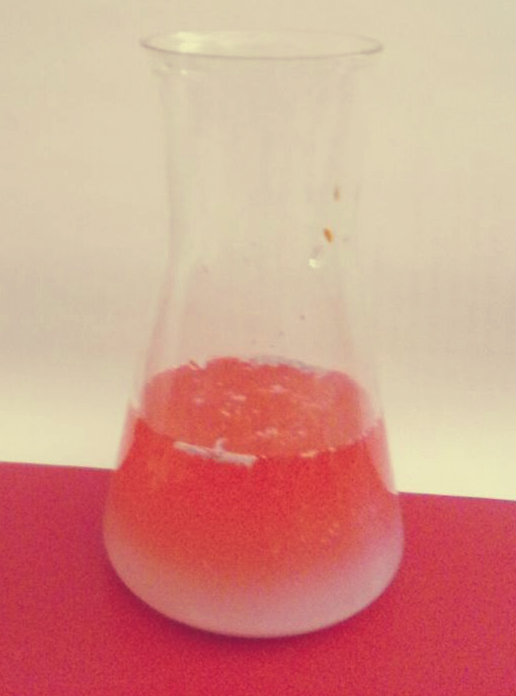
Metoda Volhard

Metoda Volhard este un exemplu de titrare prin diferență, fiind numită după Jacob Volhard, și presupune adăugarea unui exces de azotat de argint la analit. Clorura de argint formată se filtrează, iar azotatul de argint rămas este reluat și titrat cu tiocianat de amoniu, folosindu-se ca și indicator sulfat de fier (III) și amoniu (alaun feric). Acesta formează o colorație roșu-sânge la atingerea punctului de echivalență, de tiocianat feric ([Fe(OH2)5(SCN)]2+):
Ag+ (aq) + SCN− (aq) → AgSCN (s) (Ksp = 1.16 × 10−12)
Fe(OH)(OH2)2+
5 (aq) + SCN− (aq)→ [Fe(OH2)5(SCN)]2+  + OH−

### Metoda Mohr

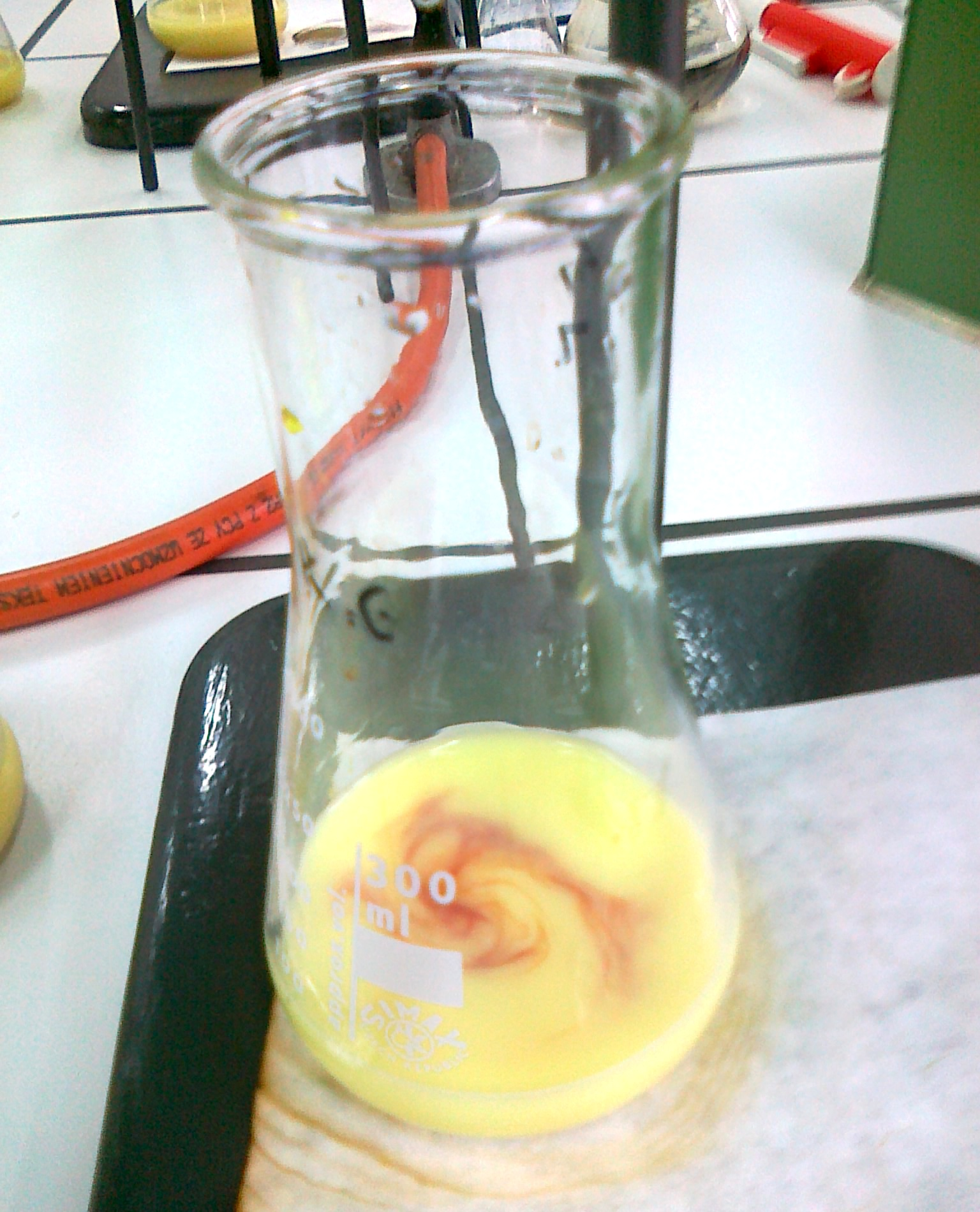
Metoda Mohr

În metoda Mohr, care poartă numele lui Karl Friedrich Mohr, se utilizează cromat de potasiu pe post de indicator, obținându-se o colorație roșie-cărămizie (datorată cromatului de argint) doar la final, după ce au fost precipitați toți ionii halogenură:
2Ag+ (aq) + CrO2−
4 (aq) → Ag2CrO4 (s) (Ksp =  1,1 × 10−12)
Este necesară asigurarea unui mediu neutru, deoarece ionii de argint formează hidroxid de argint la pH crescut.

### Metoda Fajans
Metoda Fajans necesită utilizarea unui indicator de adsorbție, precum fluoresceina, diclorofluoresceina sau eozina (tetrabromofluoresceină).